# Ајџија Грамер
 Ајџија Лис Грамер (Лос Анђелес, 26. јун 1986) америчка је певачица, кантауторка, глумица и ТВ личност. Године 2012. самостално је објавила ЕП Learning to Let Go, а гостовала је на музичким турнејама Селени Гомез, Колби Каијлат, Хилари Даф, Џек Блеку и свом супругу, Ендију Грамеру

## Биографија
Ајџија је рођена 26. јуна 1986. године у Лос Анђелесу, Калифорнија као Ајџија Лис Гутмен. учествовала је у хорским емисијама и емисијама талената од школског узраста. По мајци је унука Хелен Гутмен, некадашњ власнице Анти клуба,  који се некада налазио на Метроус Хилу у Лос Анђелесу.  Анти клуб угостио је бендове као што су  Red Hot Chili Peppers, System of a Down, Weezer, Faith No More, Sonic Youth и The Cult.
Ајџијин деда по очевој страни био је шеф Одсека за џез на Универзитету Јужне Калифорније. Нећакиња је по оцу глумици Елизабет Ен Гутмен. Супруга је уметника Андија Грамера, за кога се венчала 20. јула 2012. године у Фулертону, Калифорнија. Она и супруг Анди имају ћерку Луизијану К. Грамер која је рођена 28. јула 2017. године и Израела Блуа Грамера, рођеног 3. априла 2020. године. Током трудноће, Ајџија је патила од Hyperemesis gravidarum.
Током боравка на Калифорнијском државнон универзитету Нортриџ упознала је садашњег супруга, са којим је студирала на одсеку музике. Пар је раније говорио да се придржава веровању Бахаи вере.

## Каријера
Ајџија је првобитно држала часове клавира деци, свирала на локалним свиркама у родном Лос Анђелесу, писала музику за рекламе, трејлере и телевизију. Наставила је да пева пратеће вокале за друге уметнике укључујући Селену Гомез, Колби Каијлат, Хилари Даф, Џека Блека и свог супруга Ендија Грамера. Године 2011. певала је за  Америчке војне трупе на турнеју широм Ирака, Кувајта, Немачке и Србије (Косово и Метохија). Године 2012. објавила је ЕП под називом Learning to Let Go. Године 2018. и 2019. објавила је синглове For You и Magic.
Ајџија је амбасадорка лосанђелеског Рокенрол кампа за девојке, непрофитне организације која себе описује као „организацију социјалне правде која оснажује девојке кроз музичко образовање”. Међу значајне амбасадоре спадају и Кејти Пери, Сара Барелис, Андра Деј, Пати Шемел, Ширли Менсон и Киле Сетл. Ајџија наводи да су на њу утицали Алиша Киз, Сија и Ејми Вајнхаус. Њена омиљена опрема на сцени је Korg SV-1 88-Key Stage Vintage Piano.
Глумила је у продукцији Ендруја Лоида Вебера, Jesus Christ Superstar у Лос Анђелесу 2006. године. Године 2010. глумила је у улози Анђеле у мјузиклу Twist. Године 2010. имао је улогу у филмовима Drew's 5th Birthday, Girls Night и The First Step. Године 2016. појавила се у десетој сезони ТВ серије The Voice. Њено први појављивање у дугометражном филму било је у улози Кристин у филму Snare који су режирали Ку и Џастин Прис, 2016. године. Године 2019. Ајџија се придружила кастингу америчког такмичарског шоуа Songland као продуцент талената, током њихове прве сезоне.

## Дискографија

#### ЕПоови и синглови
- Learning to Let Go (2012)

#### Синглови
- Magic (2019)
- For You (2018)

### Написане песме

#### Синглови
- Over Getting Over You (2020) - изведена од стране Моли Мур[39]
- Black Halo - написана са Џошом Дојлом и Џошом Нибеком[40]
- Did It To Myself - написана са Џошом Дојлом и Еваном Хилхаусом[41]
- Coming For You - написана са Џошом Тангнејом и Ендрујом Де Сантаном[42]
- Just Gettin Started - написана са Џошом Тангнејом и Џошом Нибеком[43]
- Love Is What Happens - написана са Дајоном Александер и Рајаном Бетијем[44]
- Time of Our Lives - написама са Џошом Дојлом и Џошом Нибеком[45]
- Trouble - написана са Џошом Дојлом и Џошом Нибеком[46]
- When I'm With You - написана са Џошом Тангнејом и Ендрјуом Де Сантаном[47]
- Whenever Whatever - написана са Џошом Дојлом и Џошом Нибеком[48]
- Woman Scorned - написана са Џошом Дојлом и Џошом Нибеком[49]

## Филмографија

### Филм
| Година | Назив               | Улога     | Напомена            |
| ------ | ------------------- | --------- | ------------------- |
| 2013.  | Drew's 5th Birthday | Кели      | краткометражни филм |
| 2015.  | Girls Night         | Кармен    | краткометражни филм |
| 2015.  | An Epic Sunday Run  | саму себе | краткометражни филм |
| 2016.  | The First Step      | жена      | краткометражни филм |
| 2016.  | Snare               | Кристин   |                     |

### Телевизија
| Година | Назив                    | Улога     | Напомена              |
| ------ | ------------------------ | --------- | --------------------- |
| 2014.  | Live with Kelly and Ryan | саму себе | музички гост          |
| 2016.  | The Voice                | саму себе |                       |
| 2019.  | Songland                 | саму себе | талентовани продуцент |

### Музички спотови
| Година | Назив              |
| ------ | ------------------ |
| 2013.  | Good Cry           |
| 2013.  | Learning To Let Go |
| 2018.  | For You            |
| 2013.  | Magic              |